# جایزه بزرگ بلژیک
جایزه بزرگ بلژیک (به انگلیسی: ‎Belgian Grand Prix‎) (هلندی: Grote Prijs van België؛ فرانسوی: Grand Prix de Belgique؛ آلمانی: Großer Preis von Belgien) یک گراند پری از سری مسابقات قهرمانی جهان فرمول یک است که از سال ۱۹۲۵ تاکنون در پیست اسپا-فرانکورشان واقع در ستوولو، بلژیک برگزار می‌شود. پرافتخارترین راننده در این گراند پری میشائیل شوماخر بوده‌است که در مجموع ۶ بار پیروز این مسابقه شده‌است. همچنین در میان سازندگان نیز فراری با ۱۸ بار پیروزی در این گراند پری، تاکنون پرافتخارترین سازنده در بلژیک بوده‌است.